# Malepert
Malepert är en holme i Marstrands norra inlopp. Efter Sveriges annektering av Bohuslän 1658 byggdes en skans på ön. Efter några år började skansen förfalla, men rustade åter upp 1676 och försågs med 18 mans besättning. Natten till 13 juli 1677, sedan bräsch förut skjutits, stormades det av svenskarna då redan utrymda Malepert av Ulrik Frederik Gyldenlöve, som därefter först förstärkte, men sedan raserade skansen.